# Niyazi Misri
Niyazi Misri (* 1617 oder 1618; † 1694 im Exil auf der griechischen Insel Limnos) war ein islamischer Mystiker und einer der bekanntesten Sheikhs der Halveti-Tariqa (Halveti-Derwisch-Orden).
Er ist der Autor einiger mystischer Gedichte, ebenso ist er durch Kommentare zu früheren türkischen mystischen Versen bekannt geworden, wie zum Beispiel von Yunus Emre († 1321), dessen Werke noch heute in der Türkei gepflegt werden.
Weil Niyazi Misris Verse von den Salafi-Gelehrten, die behaupteten, die ersten drei Generationen der Muslime zuf olgen, missverstanden wurden, verbannte man ihn auf Befehl des Sultans mehrfach auf die Insel Limnos. Die letzten Tage seines Lebens verbrachte er dort gefesselt in einem Verlies. Weil er nicht die Möglichkeit hatte, sich sauber zu halten, starb er dort schließlich völlig verwahrlost in seiner Zelle.
Der Überlieferung nach rief der orthodoxe Totenwäscher beim Anblick seines Leichnams: „Schau Dich nur an, man nennt Dich einen Heiligen, aber wie kannst Du bei Deinem Tod nur so dreckig sein!“. Darauf setzte sich der tote Niyazi Misri auf und sagte: „Wir fanden keine Zeit mehr, unser Äußeres zu reinigen, während wir mit der Reinigung des Inneren beschäftigt waren.“ Der Totenwäscher soll daraufhin in Ohnmacht gefallen sein.
Misri gilt als ein Hauptvertreter der sufischen Richtung der wahdat al-wucud. Sein Gedichtband mit 199 Gedichten wird als didaktisches Werk bis heute in der Türkei viel rezipiert. 